# St. Nikolaus (Achern)

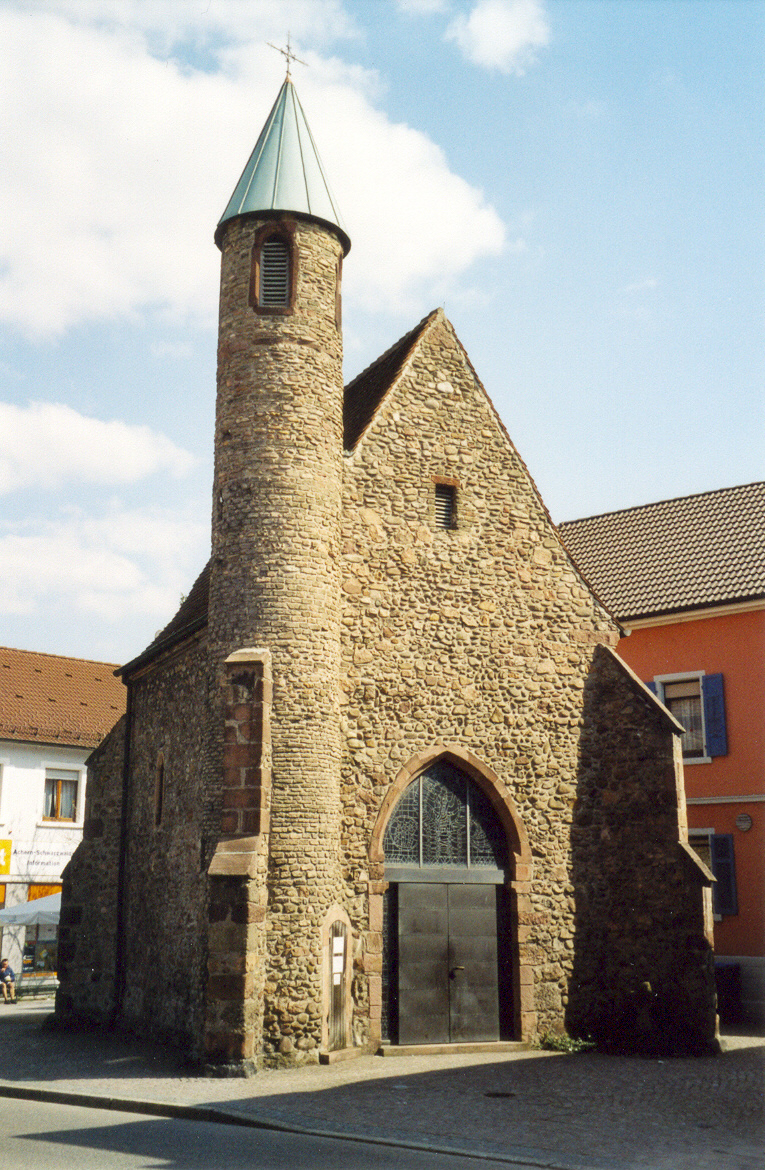
St. Nikolaus in Achern

Die Kapelle St. Nikolaus steht in Achern, einer Großen Kreisstadt im Ortenaukreis von Baden-Württemberg. Die Kapelle ist das Wahrzeichen der Stadt. Sie ist beim Landesamt für Denkmalpflege Baden-Württemberg als Baudenkmal eingetragen.

## Beschreibung
Die Kapelle mit einem Joch wurde im 13. Jahrhundert aus unverputzten Bruchsteinen auf den Grundmauern einer Kapelle aus dem 11. Jahrhundert erbaut. Sie wird an den Ecken von Strebepfeilern gestützt. An der Nordwestecke steht ein mit einem Kegeldach bedeckter Rundturm. In dessen Glockenstuhl hängt eine Glocke aus Bronze, die 1946 von der Gießerei Petit & Gebr. Edelbrock aus Gescher gegossen wurde. An der Westseite befindet sich das Portal, an der Ostseite ein Maßwerkfenster. Der Innenraum ist mit einem Kreuzrippengewölbe überspannt.